# سیارک ۴۰۵۴
سیارک ۴۰۵۴ (به انگلیسی: 4054 Turnov، نامگذاری:1983TL) چهار هزار و پنجاه و چهارمین سیارک کشف شده‌است که در ۵ اکتبر ۱۹۸۳ کشف شد.
قدر مطلق سیارک برابر ۱۲٫۶۰ است.